# Локомотив (Полтава)
«Локомотив» (Полтава) — український радянський футбольний клуб з Полтави.

## Історія
Футбольна команда «Локомотив» була заснована в Полтаві у 1912 році. У 1938 році колектив брав участь у розіграші Кубка СРСР. Потім виступав у матчах Чемпіонату й Кубка Полтавської області, багато разів виграючи ці турніри.
У 1953 брав участь у розіграші Кубка Української РСР, де у фіналі поступився кіровоградському «Торпедо» (1:3).

## Досягнення
- Фіналіст Кубка України: 1953
- Чемпіон Полтавської області: 1949, 1950, 1953, 1954, 1957, 1958, 1960, 1961, 1980
- Володар Кубка Полтавської області: 1950—1954, 1957—1959, 1971, 1980, 1982